# West Star

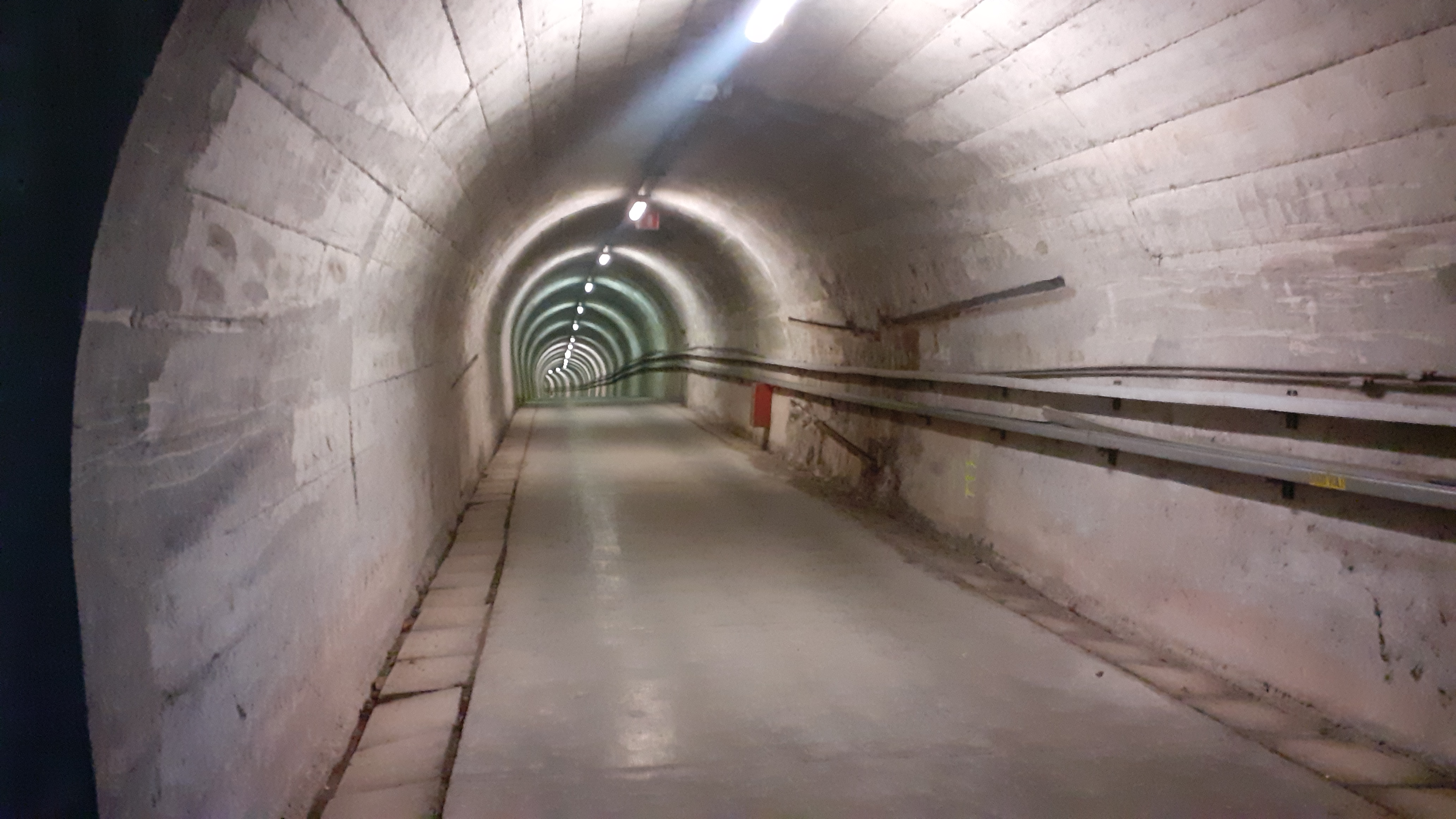
Zugangsstollen

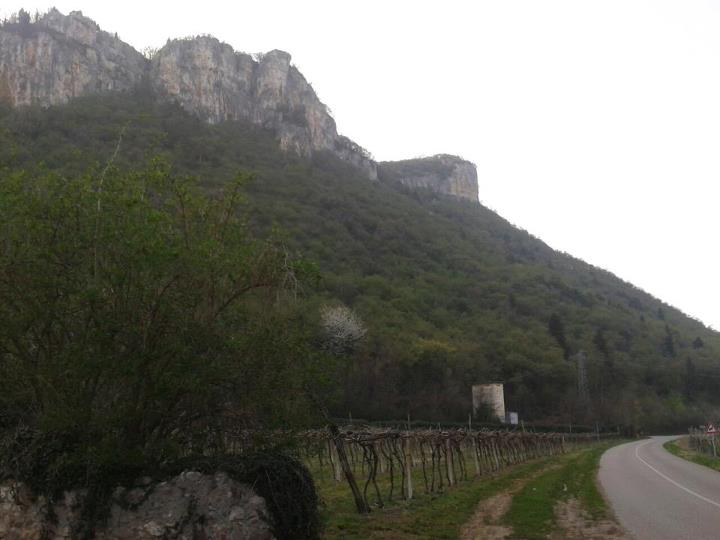
Die Ostseite des Monte Moscal

West Star war der Deckname einer unterirdischen Führungsanlage der NATO in der Provinz Verona in Norditalien. Die Bunkeranlage befindet sich im Monte Moscal, zwischen Gardasee und Etschtal, rund 25 Kilometer nordwestlich von Verona. Im Fall eines Krieges mit den Staaten des Warschauer Pakts sollten von hier aus die militärischen Operationen auf dem norditalienischen Kriegsschauplatz geleitet werden.

## Beschreibung
Der West-Star-Bunker liegt in der Provinz Verona zwischen den Orten Costermano im Norden, Affi im Osten, Cavaion Veronese im Süden und Bardolino im Westen. Er wurde von 1958 bis 1960 geplant und dann bis 1966 in das Felsmassiv des Monte Moscal gebaut. Von insgesamt 13.000 Quadratmetern umbauter Fläche dienten 4.000 als Kommandozentrale und weitere 4.000 der logistischen Unterstützung. Die Tunnel zu den beiden Haupteingängen Alfa (an der Via Sottomoscal) und Beta sowie zum Notausgang umfassen insgesamt 5.000 Quadratmeter. Die Anlage hat zwei Stockwerke, wobei darunter noch eine weitere Ebene für Kabel, Rohre und sonstige Unterstützungseinrichtungen vorhanden ist. In vier Wasserbehältern können insgesamt 120.000 Liter Wasser gespeichert werden. Der Großbunker sollte 400 bis 500 Personen im Fall eines Angriffs mit konventionellen, atomaren, biologischen oder chemischen Waffen mehrere Wochen lang Schutz bieten und die militärische Führungsfähigkeit sichern. Zu der Anlage gehören auch ein Hubschrauberlandeplatz im Norden, der Fernmeldebunker Monte Moscal im Südwesten und im Süden, bei Cavaion Veronese, der Fernmeldebunker San Michele, der bei Bedarf ebenfalls als Kommandozentrale genutzt werden konnte. Einige Kilometer weiter östlich, im Monte Vicino bei Grezzana, baute man von 1960 bis 1966 eine weitere, im Vergleich zu West Star jedoch etwas kleinere Bunkeranlage als Ausweich-Kommandozentrale. Sie trug bis zum Jahr 2000 die Deckbezeichnung Back Yard.

## Nutzung
Während des Kalten Krieges befand sich im Palazzo Carli in Verona das NATO-Kommando Landsouth (Headquarters Allied Land Forces Southern Europe). Bei einem Angriff der Streitkräfte des Warschauer Pakts sollte dieses von einem italienischen General geführte Kommando den Befehl über die drei Korps des italienischen Feldheeres in Norditalien sowie über dort eingesetzte alliierte Verstärkungen übernehmen. Auf dem Flugplatz Vicenza befand sich das Kommando der 5. Alliierten Luftflotte (5th Allied Tactical Air Force, 5ATAF), die im Kriegsfall im Wesentlichen die Führung der italienischen und alliierten Luftwaffenverbände in Italien übernehmen sollte. Sowohl der Gefechtsstand von Landsouth, als auch der von 5ATAF befanden sich im West-Star-Bunker. Hinzu kamen dort Verbindungsstellen anderer NATO-Kommandos.
Der West-Star-Bunker unterstand von 1960 bis 1999 Landsouth, bis 2004 dann dessen ebenfalls in Verona angesiedelten Nachfolgeorganisation Joint Command South. Rund 40 Jahre lang wurde die Führungsanlage regelmäßig für Militärmanöver genutzt. Im Jahr 2004 übernahm das Support Detachment North East Italy, eine Außenstelle des Allied Joint Force Command Naples den Bunker, bis er Ende 2007 an das italienische Heer übergeben wurde, das jedoch ebenfalls keinen Bedarf mehr für die Anlage hat. Seit mehreren Jahren gibt es Planungen, in dem Bunker entweder eine Forschungseinrichtung oder ein Museum über den Kalten Krieg einzurichten. Es wurde auch vorgeschlagen, dort einen größeren Weinkeller und ein Restaurant unterzubringen. Die Region Venetien hat sich zuletzt für den Erhalt der Bunkeranlage eingesetzt.